# Бадьин, Владимир Иванович
Владимир Иванович Бадьин (1918—2003) — офицер Рабоче-крестьянской Красной Армии, участник Великой Отечественной войны, Герой Советского Союза (1943). Сотрудник Комитета государственной безопасности.

## Биография
Родился 18 октября 1918 года в посёлке (ныне — городе) Верхняя Тура Верхотурского уезда Пермской губернии в рабочей семье.
Окончил четыре курса Уральского политехнического института. В 1941 году был призван на службу в Рабоче-крестьянскую Красную Армию. В 1942 году окончил Смоленское артиллерийское училище (эвакуированное в Ирбит). В 1943 году вступил в ВКП(б). С марта 1943 года — на фронтах Великой Отечественной войны. К осени 1943 года старший лейтенант Бадьин командовал батареей 671-го артиллерийского полка 213-й стрелковой дивизии 7-й гвардейской армии Степного фронта. Отличился во время битвы за Днепр.
27 сентября 1943 года Бадьин первым из своего полка переправил свою батарею через Днепр в районе села Днепровокаменка Верхнеднепровского района Днепропетровской области. Огнём своей батареи Бадьин отразил пять контратак вражеских танков и пехоты. Во время боя был вынужден вызвать огонь на себя, в результате чего 10 немецких танков были уничтожены, а остальные отступили. В результате этого плацдарм был удержан и расширен. Во время артиллерийского обстрела Бадьин получил тяжёлое ранение.
Указом Президиума Верховного Совета СССР от 26 октября 1943 года старший лейтенант Владимир Бадьин был удостоен высокого звания Героя Советского Союза с вручением ордена Ленина и медали «Золотая Звезда» за номером 1477.
По возвращении из госпиталя Бадьин участвовал в боях за освобождение Румынии, Венгрии, Австрии и Чехословакии. После окончания войны в октябре 1945 года в звании майора Бадьин был уволен в запас. В 1947 году окончил Уральский политехнический институт, работал на Уральском заводе тяжёлого машиностроения заместителем начальника пролета цеха, с февраля 1948 года — секретарём комитета ВЛКСМ завода, с ноября 1948 года — начальником пролета цеха и с 1949 года — заместителем начальника цеха по производству.
В органах госбезопасности с апреля 1950 года. В июле 1952 года окончил школу МГБ № 102, находился на следственной работе: старший следователь Следственной части по особо важным делам МГБ — МВД СССР, с 1954 года — начальник отделения Следственного управления КГБ при СМ СССР. Затем занимал должности:
- Секретарь парткома Следственного управления КГБ при СМ СССР (1955—1956 гг.);
- Заместитель начальника отдела Следственного управления КГБ при СМ СССР (1956—1958 гг.);
- Заместитель начальника 8-го отдела 3-го Главного управления КГБ при СМ СССР (1958—1960 гг.);
- Заместитель начальника отдела Спецуправления 3-го Управления КГБ при СМ СССР (1960—1964 г.г);
- Заместитель начальника 3-го отдела 3-го Управления КГБ при СМ СССР (1964—1969 гг.);
- Советник при III Управлении ГБ МВД НРБ представительства КГБ СССР при МВД Болгарии (июль 1969 — апрель 1973 гг.);
- Заместитель начальника 3-го отдела 3-го Управления КГБ при СМ СССР (1973—1975 гг.);
- Заместитель начальника 2-го отдела 3-го Управления КГБ СССР (1975—1983 гг.);
- Советник при Управлении III/IV Главного управления III МВД ВНР представительства КГБ СССР при МВД ВНР (июнь 1984 — август 1988 гг.);

С декабря 1988 года в запасе. Воинское звание — полковник (1962 год)
Последние годы своей жизни жил в Москве. Умер 25 сентября 2003 года. Похоронен на Троекуровском кладбище, на участке номер 5.
Награды: ордена Ленина (26 октября 1943 года), Отечественной войны I степени (11 марта 1985 года), Трудового Красного Знамени (19 декабря 1967 года), 2 ордена Красной Звезды (13 октября 1943 года, 30 апреля 1975 года), медали.
Иностранные награды: орден «9.IX.1944» II степени с мечами (Болгария), другие награды.
В Екатеринбурге имя Бадьина есть на обелиске в честь Героев Советского Союза, учившихся и работавших в Уральском политехническом институте.